# Алджернон Кінґскоут
Алджернон Кінґскоут (англ. Algernon Kingscote; 3 грудня 1888 — 21 грудня 1964) — колишній британський тенісист.
Найвищу одиночну позицію світового рейтингу — 3 місце досяг 1920 року (за даними А. Волліса Маєрса).
Здобув 13 одиночних титулів.
Перемагав на турнірах Великого шолома в одиночному розряді.

## Фінали турнірів Великого шолома

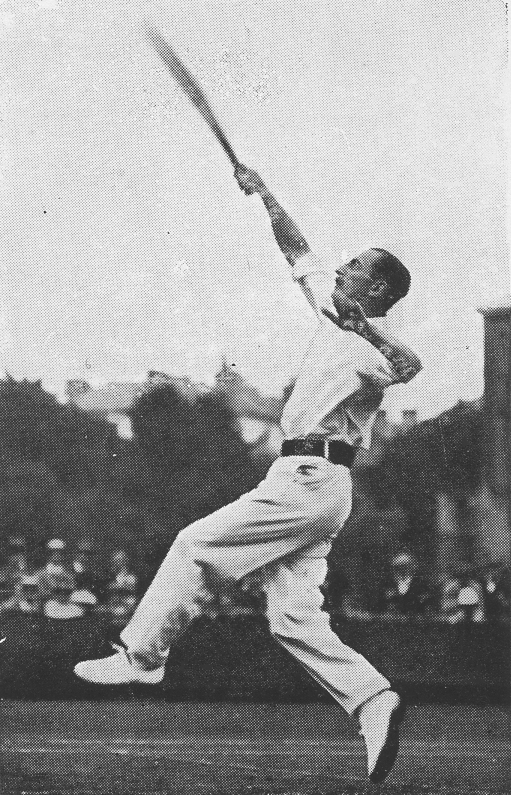
Смеш Алджернона Кінґскоута

### Одиночний розряд
| Результат | Рік  | Турнір                | Покриття | Суперник          | Рахунок       |
| --------- | ---- | --------------------- | -------- | ----------------- | ------------- |
| Перемога  | 1919 | Чемпіонат Австралазії | Трава    | Ерік Поклі        | 6–4, 6–0, 6–3 |
| Поразка   | 1919 | Вімблдонський турнір  | Трава    | Джералд Паттерсон | 6–2, 6–1, 6–3 |

### Парний розряд
| Результат | Рік  | Турнір               | Покриття | Партнер           | Суперники                         | Рахунок            |
| --------- | ---- | -------------------- | -------- | ----------------- | --------------------------------- | ------------------ |
| Поразка   | 1920 | Вімблдонський турнір | Трава    | Джеймс Сесіл Парк | Чак Ґарленд Річард Норріс Вільямс | 6–4, 4–6, 5–7, 2–6 |

#### Чемпіонат світу на твердому покритті
| Результат | Рік  | Турнір                       | Покриття | Партнер   | Суперники               | Рахунок             |
| --------- | ---- | ---------------------------- | -------- | --------- | ----------------------- | ------------------- |
| Поразка   | 1914 | Стад Франсе (регбійний клуб) | Ґрунт    | Артур Ґор | Макс Декюжі Моріс Жермо | 6–1, 11–9, 6–8, 6–2 |